# Daiki Nishioka
Daiki Nishioka (født 21. august 1988) er en japansk fodboldspiller, som spiller for den japanske fodboldklub Ehime FC.